# Naim Van Attenhoven
Naim Van Attenhoven (Bruselas, 31 de enero de 2003) es un futbolista belga-nigerino, que juega en la demarcación de portero para el UR Namur de la División Nacional 1 de Bélgica.

## Selección nacional
Tras jugar en varias categorías inferiores de la selección, finalmente hizo su debut con la selección de fútbol de Níger en un partido amistoso contra Congo que finalizó con un resultado de 0-1 tras el gol de Guy Mbenza.

## Clubes
| Club               | País    | Año       | Partidos | Goles |
| ------------------ | ------- | --------- | -------- | ----- |
| KVK Ninove         | Bélgica | 2022-2023 | 7        | 0     |
| Valenciennes FC II | Francia | 2023-2024 | 8        | 0     |
| UR Namur           | Bélgica | 2024-     | 1        | 0     |